# Juliet (rose)
'Juliet' est un cultivar de rosier Pernetiana obtenu en 1910 par le fils du fameux rosiériste anglais  William Paul, William Paul II. Cet hybride de thé est issu de 'Captain Hayward' x 'Soleil d'Or'. Il ne doit pas être confondu avec la rose du même nom obtenue par David Austin en 1999, de couleur pêche.

## Description
Cette rose, toujours présente dans le commerce, se caractérise par sa couleur originale : les avers de ses pétales sont d'un beau rose soutenu qui devient rouge au fur et à mesure, tandis que le revers est d'un jaune d'or plutôt foncé. La forme de la fleur est élégante, pleine et globuleuse lorsqu'elle est totalement épanouie. La floraison est abondante à la fin du printemps et peut se répéter à la fin de l'été. Les fleurs exhalent un parfum fort agréable. Elles résistent bien à la pluie.
Son buisson moyennement vigoureux présente un feuillage touffu et sombre et s'élève à 100 cm, voire 120 cm, pour une envergure de 60 cm à 90 cm. Ce rosier résiste à -20°. Il est parfait pour éclairer un massif et pour les fleurs coupées.